# Sansevieria scimitariformis
Sansevieria scimitariformis är en sparrisväxtart som beskrevs av D.J.Richards. Sansevieria scimitariformis ingår i släktet bajonettliljor, och familjen sparrisväxter. Inga underarter finns listade i Catalogue of Life.

## Bildgalleri

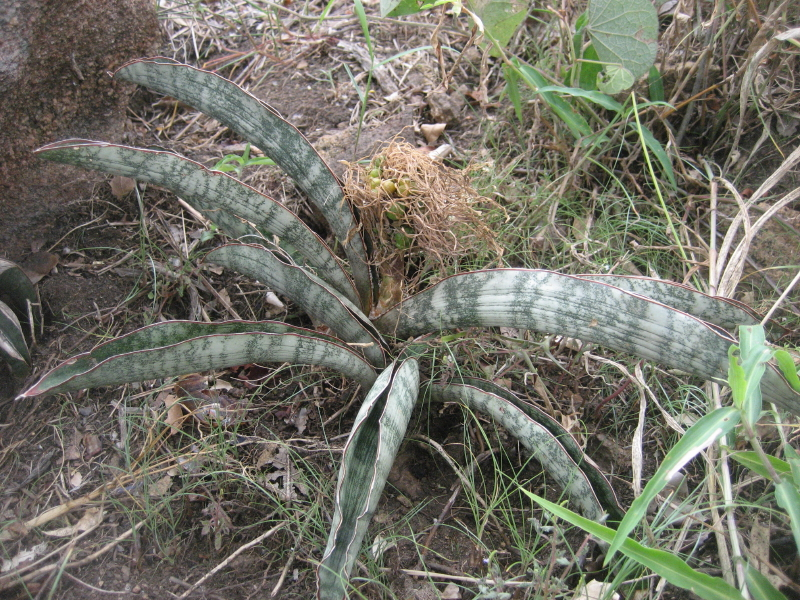
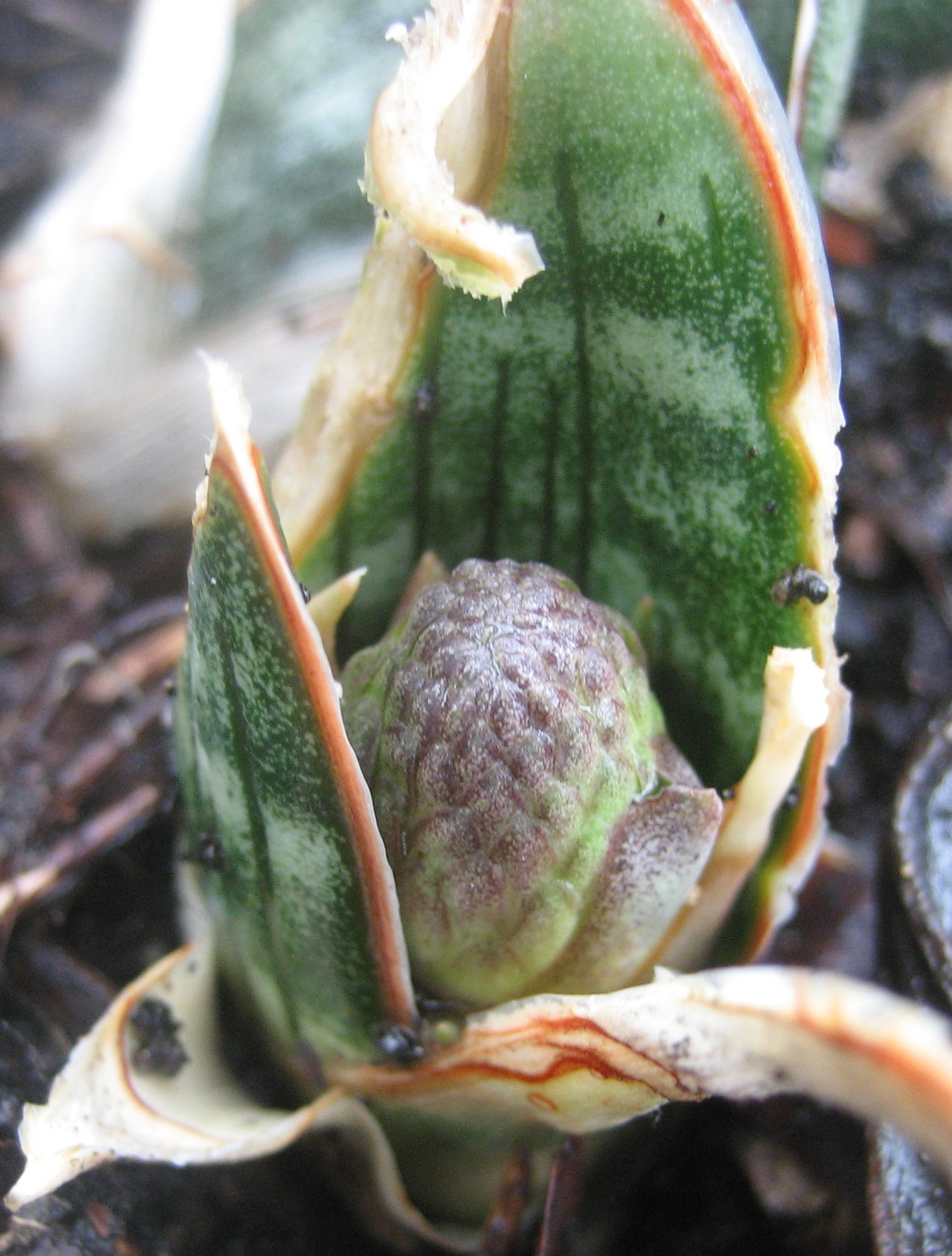
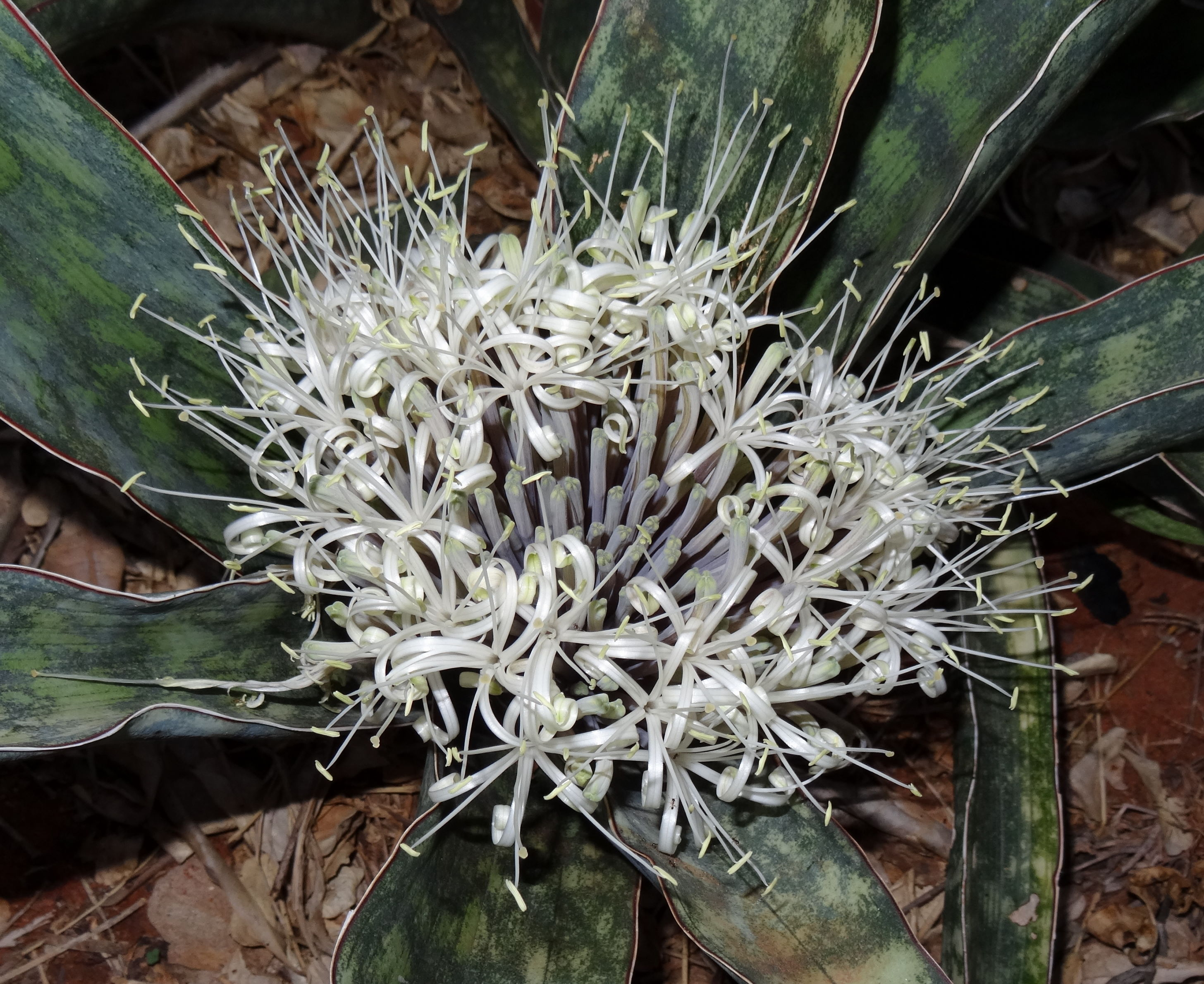
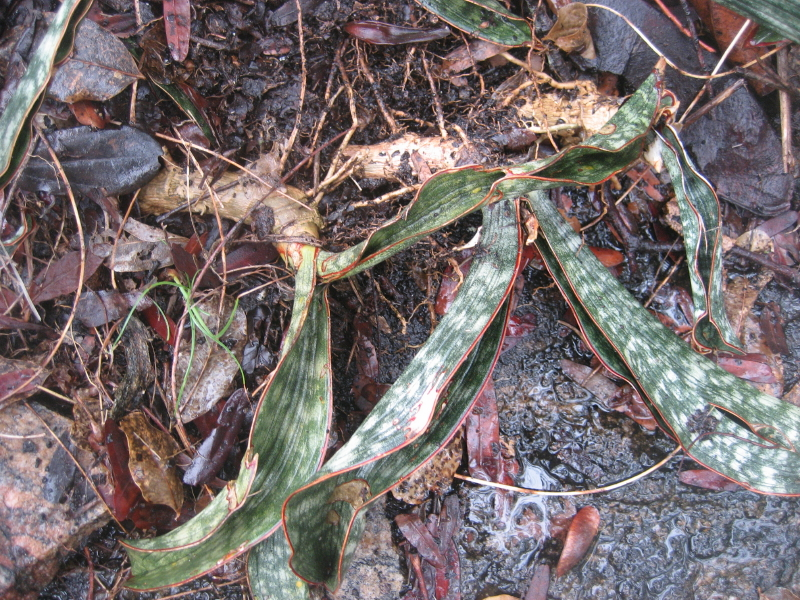